# Tractat de Pau Eterna
El Tractat de Pau Eterna de 1686 (en polonès: Pokój wieczysty o Pokój Grzymułtowskiego, en rus:Вечный мир, en lituà: Amžinoji taika) va ser un tractat entre Rússia i la Confederació de Polònia i Lituània, signat per: el voivoda de Poznań Krzysztof Grzymułtowski i el canceller (kanclerz) de Lituània Marcjan Ogiński, i el príncep rus Vassili Golitsin el 6 de maig de 1686 a Moscou.
S'hi confirma el previ Tractat d'Andrússovo de 1667. Consisteix en un preàmbul i 33 articles. El tractat confirma la possessió de Rússia del marge esquerre d'Ucraïna, Zaporíjia, Les terres de Séversk, les ciutats de Txerníhiv, Starodub, Smolensk i els seus voltants, mentre que Polònia va retenir el marge dret d'Ucraïna. Ambdues parts van acordar de no signar cap tractat de pau separadament amb el sultà de l'Imperi Otomà. Per la signatura d'aquest tractat, Rússia esdevé membre de la coalició antiturca, que inclou Polònia, el Sacre Imperi Romanogermànic i Venècia. Rússia promet organitzar una campanya militar contra el Kanat de Crimea.
El tractat es considera un gran triomf de la diplomàcia russa. Marca el punt d'inflexió a les relacions russopoloneses i juga un important paper en la lluita dels pobles europeus orientals contra l'agressió turcotàrtara. Paral·lelament facilita la lluita de Rússia contra Suècia per l'accés al Mar Bàltic.